# Codice ATC R02
Il codice ATC R02 "Preparazioni gola" è un sottogruppo terapeutico del sistema di classificazione Anatomico Terapeutico e Chimico, un sistema di codici alfanumerici sviluppato dall'OMS per la classificazione dei farmaci e altri prodotti medici. Il sottogruppo R02 fa parte del gruppo anatomico R dell'apparato respiratorio.
Codici per uso veterinario (codici ATCvet) possono essere creati ponendo la lettera Q di fronte al codice ATC umano: QR02 ...
Numeri nazionali della classificazione ATC possono includere codici aggiuntivi non presenti in questa lista, che segue la versione OMS.

## R02A Preparazioni per la gola

### R02AA Antisettici
R02AA01 Ambazone
R02AA02 Dequalinio
R02AA03 Alcol diclorobenzoico
R02AA05 Clorexidina
R02AA06 Cetilpiridinio
R02AA09 Benzetonio
R02AA10 Miristil-benzalconio
R02AA11 Clorquinaldolo
R02AA12 Esilresorcinolo
R02AA13 Cloruro di acriflavinio
R02AA14 Ossichinolina
R02AA15 Iodopovidone
R02AA16 Benzalconio
R02AA17 Cetrimonio
R02AA18 Esamidina
R02AA19 Fenolo
R02AA20 Vari
R02AA21 Octenidina

### R02AB Antibiotici
R02AB01 Neomicina
R02AB02 Tirotricina
R02AB03 Fusafungina
R02AB04 Bacitracina
R02AB30 Gramicidina

### R02AD Anestetici, locali
R02AD01 Benzocaina
R02AD02 Lidocaina
R02AD03 Cocaina
R02AD04 Diclonina

### R02AX Altre preparazioni per la gola
R02AX01 Flurbiprofene
R02AX02 Ibuprofene